# Warodia hoso
Warodia hoso är en insektsart som först beskrevs av Matsumura 1932.  Warodia hoso ingår i släktet Warodia och familjen dvärgstritar. Inga underarter finns listade i Catalogue of Life.